# Granulación
La granulación  es una técnica metalúrgica,  consistente en dejar pasar oro  fundido por una rendija de agujeros pequeños. Esas gotas de oro caen en un recipiente con agua y se forman pequeñas esferas doradas. 
La nación calimas  llenaban pequeñas cavidades en los moldes con polvo de oro, y al calentar hasta temperatura de fusión del oro, la tensión superficial formaba las esferas sobre el objeto.